# ヒロコ・ムトー
ヒロコ・ムトー（相澤紘子（旧姓武藤）、あいざわ（むとう）ひろこ、1945年5月23日 - ）は、日本の著作家。秋田県生まれ。

## 来歴
1968年（昭和43年）、青山学院大学仏文科を卒業。同年TBSテレビ制作部音楽番組「天使と野郎とも」のタイム・キーパーとして一年間勤務。翌年、いずみたく主宰の「オールスタッフ」プロダクションに作詞家として所属。
1976年に渡米し、1979年に帰国する。1982年、帰国子女問題を啓発する『ミキ、アメリカに帰りたい』（講談社）を上梓し、作家活動に入る。1985年、女優の稲垣美穂子と出会い、子供のための創作ミュージカルに共鳴してデビュー作『青いガラスとエメラルド』をきっかけにミュージカル作家の道を歩む。
2007年、子供のいじめ防止と克服を発信する朗読講演「心の宅急便」を立ち上げ、横浜の中学校からスタートし、国内外の講演活動を開始。

## 著作

### 作詞
以下、提供歌手毎に記載。
伊勢功一
- 「愛ある限り」作曲：江口浩司（キングレコード）

郷ひろみ
- 「青いしずく」作曲：木下忠司（CBS・ソニーレコード）

九重佑三子
- 「愛の世界」作曲：小林郁夫（東芝音楽工業）
- 「脱出」作曲：森田公一（東芝音楽工業）

坂本九
- 「白いラブレター」作曲：小林郁夫（東芝音楽工業）
- 「僕にまかせておくれ」作曲：東海林修（東芝音楽工業）

中村晃子
- 「自由なかもめ」作曲：江口浩司（キングレコード）

中島淳子
- 「月光のエロス」作曲：三月はじめ（キングレコード）

ピンキーとキラーズ
- 「青い森の二人」作曲：江口浩司（キングレコード）

藤ひろこ
「この涙をあなたに」作曲：江口浩司（キングレコード）
ペギー葉山
- 「雲よ風よ空よ」作曲：山下毅雄（キングレコード）
- 「秋よおまえなら」作曲：山下毅雄（キングレコード）
- 「白い風にのって」作曲：筒井広志（講談社） - 『冒険コロボックル』主題歌
- 「冒険コロボックル」作曲：筒井広志（講談社） - 『冒険コロボックル』挿入歌

ひごじゅんこ
- 「夢は流れて」作曲：木下忠司（トリオ） - 木下恵介アワー『思い橋』主題歌
- 「私のふる里」作曲：木下忠司（トリオ）

### 訳詩
ジョルジュ・ ムスタキ
- 「私の孤独」（小坂一也歌唱、ポリドールレコード）
- 「ヒロシマ」
- 「愛のシャンソン」

アルマンド・ マンサネーロ
- 「アドロ」

アン・グレゴリー
- 「天使の詩」（作曲：P.クラーク、郷ひろみ歌唱、CBSソニーレコード）

### ミュージカル
- 「青いガラスとエメラルド」作：ヒロコ・ムトー、演出：篠崎光正、音楽：深町純
- 「白姫伝説」作：ヒロコ・ムトー、演出：浦辺日左夫、音楽：井上鑑
- 「ゴールド物語」作：ヒロコ・ムトー、演出：木島恭、音楽：マリオネット
- 「猫の遺言状」作：ヒロコ・ムトー、演出：木島恭、音楽：マリオネット
- 「幸せ猫」作：ヒロコ・ムトー、演出：木島恭、音楽：マリオネット

### 単著
- 『恋の日記 - 裸足で駆ける少女』（絵：トシコ・ムトー）サンリオ出版<サンリオ・ギフト・ブックシリーズ>、1972年
- 『愛の日記 - ふりむいた少女』（絵:トシコ・ムトー）サンリオ出版<サンリオ・ギフト・ブックシリーズ>、1974年
- 『ミキ、アメリカに帰りたい』講談社、1982年
- 『妻たちの海外駐在』文藝春秋、1985年（<文春文庫>、1994年）
- 『不忘窯の人々 - 風と野草と焼き物と』蝸牛社、1988年
- 『幸福な猫の淋しい背中』文藝春秋、1990年
- 『あの娘の母はこの母の娘』文藝春秋、1994年
- 『猫の遺言状』文藝春秋、1998年
- 『野良猫ムーチョ - 心に吹く風』（イラスト：森田あずみ、翻訳：弟子丸典子）テレビ朝日事業局出版部、2001年
- 『LOVE　CAT 愛を求めて』テレビ朝日、2003年
- 『あなたがいい』PHP研究所、2004年
- 『心の宅急便』中経出版、2009年 ISBN 978-4-8061-3454-1
- 『一度しかない人生だから - 六十代からできること』海竜社、2011年 ISBN 978-4-7593-1198-3
- 『天使になったシュクちゃん 世界一愛された犬の七年半』(イラスト：YASCA)文藝春秋、2015年
- 『人生いつでも花開く』　野絵瑠社、2019年

### 共著
- 『手のひらのしあわせ -豆紙人形から始まった、八十八歳のシンデレラ物語』（マサコ・ムトーと共著）PHP研究所、2002年
- 『雲日記』（マサコ・ムトーと共著）海竜社、2012年

### 訳書
- ベヒッチ・アック『高血圧のプラタナス』蝸牛社<かたつむり文庫>、1991年
- アデモラ・アデコラ『クムクボリクラ王子』蝸牛社<かたつむり文庫>、1996年